# Hrvatski sjever
Hrvatski sjever, multidisciplinarni hrvatski znanstveni časopis za književnost, kulturu i znanost čakovečkoga ogranka Matice hrvatske.
Ogranak MH iz Čakovca jošp je 1971., u jeku Hrvatskoga proljeća, pripremio prvi broj časopisa, no on nikada nije izašao. Njegov glavni urednik Zvonimir Bartolić pokrenuo je časopis 1996., o 60. obljetnici djelatnosti ogranka.
Ranije je izlazio od 1996. do  2008. godine kao četvrtgodišnjak, a izdavači su mu bili ogranci s područja sjeverozapadne i središnje Hrvatske (varaždinski, đurđevački, križevački, novomarofski, varaždinskotoplički, bjelovarski, grubišnopoljski, daruvarski i čakovečki). Od XIII. godišta (2008.) časopis ponovno izdaje samo čakovečki ogranak. Od 2019. izlazi jednom godišnje.

## Urednici
- Zvonimir Bartolić
- Krunoslav Mikulan

## Članovi Uredništva (2019.)
Vladimir Huzjan, Darinka Kiš-Novak, Vladimir Legac, Krunoslav Mikulan, Predrag Oreški, Ivan Pranjić